# Чокто (народ)
Чо́кто, іноді невірно чоктав, чоктави (англ. Choctaw), самоназва Chahta — корінний народ США, що спочатку проживав на південному-сході (нині штати Міссісіпі, Алабама та Луїзіана). Мова чокто відноситься до мускогскої родини. Походження назви «чокто» (варіанти транслітерації: Chahta, Chactas, Chato, Tchakta, Chocktaw), можливо, походить від іспанського слова «chato» (плоский), проте американський антрополог Джон Свонтон припускає, що це було ім'я одного з вождів.
Чокто входили до складу Міссісіпської культури, що існувала в долині річки Міссісіпі. На думку історика Уолтера Уїльямса, перші іспанські колонізатори Північної Америки зустрічалися з предками чокто.
В XIX столітті чокто отримали популярність як один із «П'яти цивілізованих племен», оскільки вони засвоїли багато культурних та технологічних досягнень європейських колоністів.
Хоча невеликі групи чокто проживають в штатах Алабама, Луїзіана та Техас, офіційне визнання мають Нація чокто штату Оклахома та Міссісіпське плем'я індіанців-чокто.

## Історія
Під час Американської революції більшість чокто підтримали прихильників незалежності США. Між США і чокто було укладено 9 договорів, з яких останні три були спрямовані на виселення чокто із земель на захід від Міссісіпі. Президент Ендрю Джексон повів політику примусового виселення індіанців (відомого як Дорога сліз), причому першими жертвами його політики стало плем'я чокто, виселених у штат Оклахома (за ним пішли й інші чотири «цивілізованих племені»).
В 1831 р., коли було ратифіковано Договір Струмка Танцюючого Кролика, ті чокто, що вирішили залишитися на землях новоствореного штату Міссісіпі, стали першою великою неєвропейською групою, що отримала громадянство США. Чокто також захотіли мати представництво у Конгресі США.
В 1847 р. плем'я чокто зробило гуманітарну допомогу ірландцям під час Великого голоду в Ірландії (1845—1849), зібравши $710 на допомогу голодуючим, за двадцять років до заснування Червоного Хреста. Під час Громадянської війни в США чокто, пам'ятаючи про насильницьке виселення, підтримували переважно конфедератів. Після Громадянської війни міссісіпські чокто перестали існувати як окреме плем'я, тоді як оклахомські чокто, навпаки, повели боротьбу за своє визнання як автономного утворення.
Під час Першої світової війни мова чокто використовувалася американськими радистами як код. Після Другої світової війни серед чокто розвинулося промислове виробництво, наприклад, кабельне. Останнім часом чокто володіють в Оклахомі та Міссісіпі підприємствами у сфері грального та готельного бізнесу, електроніки, зберігають свою мову та традиції.

## Культура
Традиційна культура племені Чокто типова для індіанців південного сходу Північної Америки. Займалися ручним підсічно-вогневим землеробством, полюванням, рибальством, збиральництвом. Існувало примітивне ткацтво. Матрилінейні роди об'єднувалися у дві фратрії («друзі» і «частина людей»). Сім'я велика, матрилокальна. Був поширений авункулат. Плем'я мало три територіальні підрозділи: західне («довгі люди»), північно-східне («їдці картоплі») і південно-східне («6 міст»). Кожне мало мирного і військового вождя. Плем'я управлялося радою трьох вождів. Важливу роль мала загальноплемінна гра в м'яч. Поселення на заході — розкидані, на сході — великі укріплені (внаслідок загрози нападу криків). Для традиційної чоловічого одягу характерний плащ-накидка зі шкіри або пір'я, прикрашений черепашками, риб'ячими зубами, мідними пластинками. Практикувалися штучна деформація черепа, розфарбовування і татуювання обличчя і тіла. Мали розвинену міфологію, культ предків (існував звичай вторинного поховання).

## Література

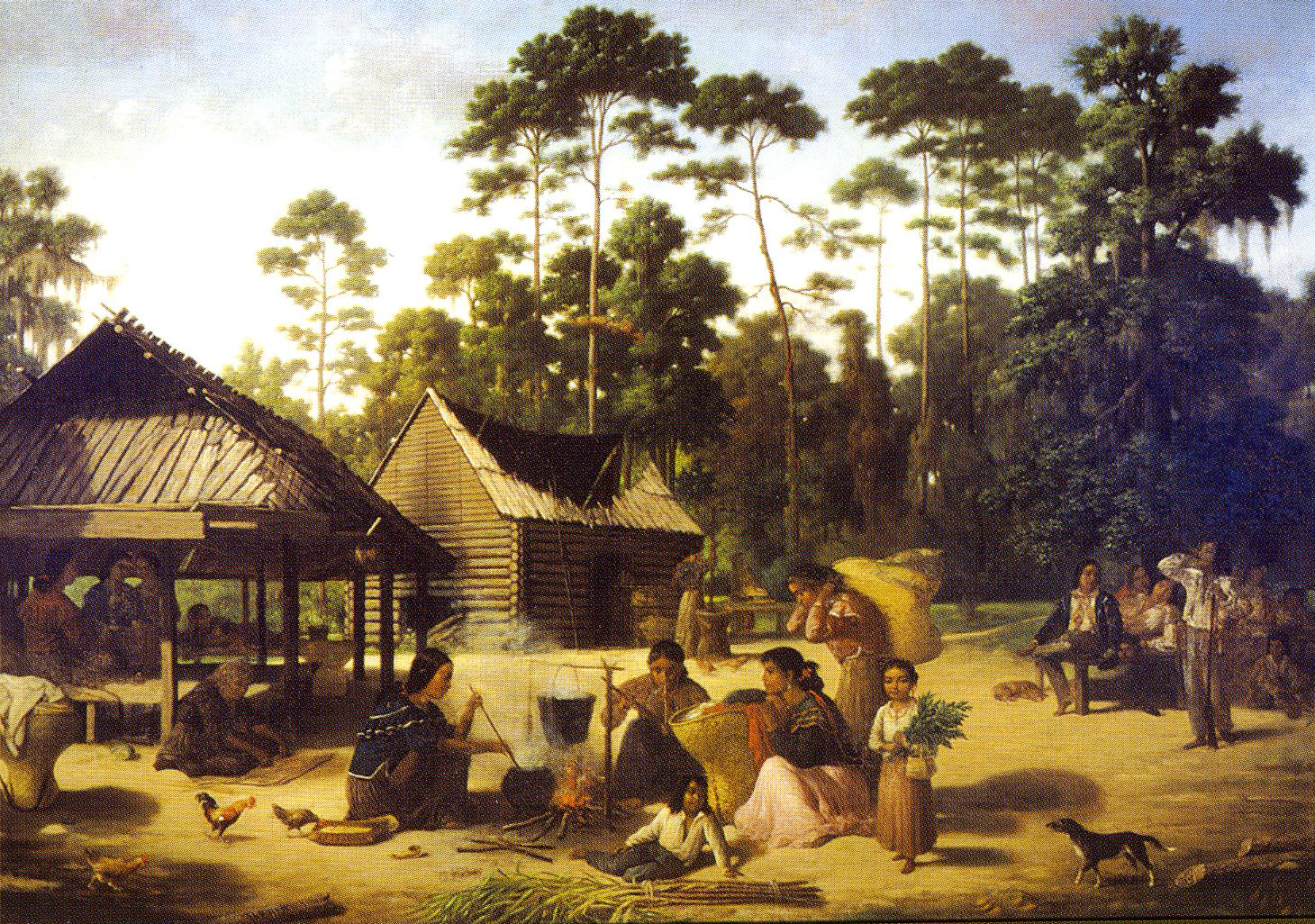
Село чокто близько Чефункте. Художник Франсуа Бернар, 1869, Музей Пібоді, Гарвардський університет. Жінки готують барвник для фарбування очеретяної лози, яка піде на виготовлення кошиків